# Thierry St-Cyr
Thierry St-Cyr (7 novembre 1977 à La Plaine, Québec) est un ingénieur et un homme politique québécois.

## Biographie
Il est député de la circonscription de Jeanne-Le Ber à la Chambre des communes du Canada de 2006 à 2011. Il est élu sous la bannière du Bloc québécois lors de la 39e élection générale du Canada, tenue le 23 janvier 2006. Il est élu avec une majorité de 3095 voix, battant la ministre libérale Liza Frulla. Il est réélu le 14 octobre 2008 avec une majorité de 1 303 voix.
Il est défait par le néo-démocrate Tyrone Benskin lors des élections de 2011.
En 2004, il avait perdu par soixante-douze voix contre Frulla, à l'époque ministre du Patrimoine canadien.
En août 2012, il annonce sa candidature à l'élection générale du 4 septembre 2012 sous la bannière du Parti québécois. Il est défait par un peu plus de 500 voix seulement.
Deux semaines plus tard, il est nommé chef de cabinet du ministre des Transports et des Affaires Municipales, Sylvain Gaudreault. Il assure ensuite la direction du cabinet de la ministre des Ressources naturelles, Martine Ouellet.